# NGC 1613
NGC 1613 (другие обозначения — MCG −1-12-31, NPM1G −04.0201, PGC 15518) — линзовидная галактика в созвездии Эридана. Открыта Эдуардом Стефаном в 1881 году. Описание Дрейера: «тусклый, очень маленький объект круглой формы, сильно более яркий в середине».
NGC 1613 — часть Местной группы галактик. Она содержит как минимум одну звезду Вольфа — Райе редкого спектрального класса WO — на 1997 год в Местной группе было известно всего 6 таких объектов.